# Hoornsche Stoomboot Maatschappij

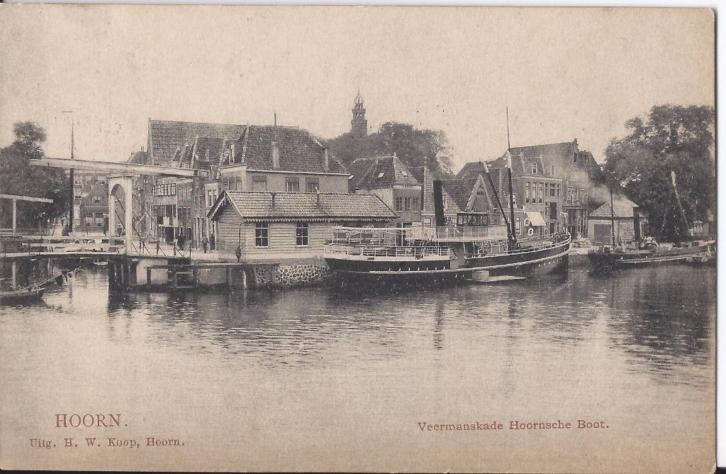
Een schip van de rederij aan de Veermanskade in Hoorn, 1906

De Hoornsche Stoomboot Maatschappij was een beurtvaartrederij die van 1870 tot 1948 geregelde diensten onderhield tussen Hoorn en Amsterdam.
De onderneming werd opgericht door de firma Horjus & Co, reeds actief als rederij van vissersschepen. Met de nieuw gebouwde raderstoomboot Stad Hoorn werd in 1870 de dienst geopend. Het schip bood plaats aan 60 passagiers en aan vracht. Een jaar later werd het schip vervangen door een ander, onder dezelfde naam.
De dienst werd dagelijks uitgevoerd, vanaf de Veermanskade in Hoorn. In Amsterdam werd afgemeerd aan de De Ruijterkade, aan steiger B. Een enkele reis kostte één gulden in de eerste klas, 60 cent in de tweede en de reistijd bedroeg circa drie uur. In de Oranjesluizen voor Amsterdam stapten reizigers soms over op de boot naar Harderwijk of die naar Kampen. In 1889 werd een tweede schip in de vaart gebracht, het schroefstoomschip de Mr. W.K. Baron van Dedem, dat plaats bood aan 300 passagiers en 81 ton vracht kon laden. Twee jaar daarna werd De Vereeniging in de vaart gebracht, met een capaciteit van 275 passagiers en 73 ton vracht.
Ondanks de komst van het spoor in Hoorn in 1884, bleef de dienst succesvol tot ver in de twintigste eeuw. De schepen werden ook voor dagtochten ingezet. Toch kreeg het bedrijf net als anderen in de sector in de loop van de eerste helft van de twintigste eeuw in toenemende mate last van de concurrentie van spoor- en wegvervoer. In 1948 werden de passagiersdiensten gestaakt en ging het bedrijf verder als transportbedrijf met vrachtwagens. In 1964 werd de onderneming door een concurrent overgenomen.